# مستشعر حيوي
المستشعر الحيوي أو جهاز الإحساس الحيوي هو جهاز تحليلي للكشف عن المادة الكيميائية التي تجمع بين العنصر البيولوجي وكاشف العنصر الفيزيائي.
وهو يتألف من 3 أجزاء:
- العنصر البيولوجي الحساس (المواد البيولوجية (على سبيل المثال الأنسجة والكائنات الدقيقة، العضيات، مستقبلات الخلايا، والانزيمات، الأجسام المضادة، والأحماض النووية، وغيرها)، وهي مادة مشتقة بيولوجيا أو biomimic) حيث يمكن إنشاء عناصر حساسة عن طريق الهندسة الحيوية.
- محول الطاقة أو العنصر الكاشف (يعمل بطريقة فيزيائية؛، كهرضغطية بصرية، وكهروكيميائية، إلخ...) التي تقوم بتحويل الإشارات الناتجة عن تفاعل الإحلال مع العنصر البيولوجي ضمن مؤشر اخر (أي، محولات الطاقة) حيث يصبح من السهل قياسها وتنظيمها.
- الالكترونات المقترنة أو معالجات الإشارة هي المسؤولة في المقام الأول عن عرض النتائج بطريقة سهلة الاستعمال. وويمثل هذا في بعض الأحيان أهم جزء من جهاز الاستشعار، ومع ذلك فمن الممكن توليد مسخدم ودي.[2] يحتوي على محولات وعناصر حساسة (انظر تصوير مجسم الاستشعار).

من الامثلة الشائعة لجهاز البيوسينسر التجاري هو جهاز البيوسينسر الذي يقوم بقياس نسبة السكر في الدم، والذي يستخدم أكسيداز الجلوكوز لتكسير السكر في الدم باستمرار. وبذلك يتأكسد الجلوكوز اولا ثم يستخدام إلكترونين لتخفيض ال FAD (أحد مكونات الانزيم) إلى ان يصيح FADH2. وفي هذه المرحلة يتم التأكسد عن طريق القطب الكهربائي (قبول اثنين من الإلكترونات من القطب الكهربائي) في عدة خطوات. حيث يتنج عنها كمية من الغلوكوز المركز، وفي هذه الحالة، فالمحول الكهربائي والانزيم هما العناصر النشطة البيولوجية.
مؤخرا تم تطبيق العديد من أنظمة جزيئات الكاشف المختلفة في ما يسمى أجهزة الانف الالكتروني، حيث يتم استخدام نمط استجابة من أجهزة الكشف عن البصمات للمادة. [بحاجة لمصدر].في الكاشف المتعقب لرائحة الزنبور، العنصر الميكانيكي يعتبر آلة تصوير فيديو والعنصر البيولوجي عبارة عن خمسة زنابير طفيلية حيث قد اشترطت بالتجمع عاسراب كردة فعل على وجود مادة كيميائية معينة. على الرغم من أن الانوف الإلكترونية الحالية هي تجارية الا انها لاتستخدم العناصر البيولوجية.
ويمكن النظر إلى الكناري المنزلي، والذي يستخدمه عمال المناجم للتحذير من الغاز، كجهاز الاستشعار (البيوسينسر). فالعديد من تطبيقات البيوسينسر اليوم متشابهة. من حيث انها تستخدم الكائنات الحية التي تستجيب للمواد السامة في تركيزات اقل من التحذيرات التي يمكن للبشر ان يستشعرها، ويمكن استخدام هذه الأجهزة في مجال الرصد البيئي، وتعقب واكتشاف الغاز في مرافق معالجة المياه.

## انواعها

### مضوائي
العديد من أجهزة الاستشعار البصري تعتمد على ظاهرة رنين البلازمون السطحي (SPR) والتي تعد تقنيات موجات سريعة التلاشي. هذا وتستخدم خاصية الذهب وغيره من المواد وعلى وجه التحديد تستخدم طبقة رقيقة من الذهب مقابل ارتفاع معامل الانكسار للسطح الزجاجي الذي يمكن له امتصاص ضوء الليزر وإنتاج موجات الالكترونات (البلازمونات السطحية) على سطح الذهب. يحدث هذا من زاوية معينة، اما طول موجة الضوء الساقط فيعتمد بشكل كبير على سطح الذهب، بحيث يكون ملزما بتحليل الهدف إلى مستقبلات على سطح الذهب تنتج إشارة قابلة للقياس.
يعمل رنين أجهزة استشعار البلازمون السطحية باستخدام رقاقة الاستشعار التي تتكون من شريط من البلاستيك مدعومة بصفيحة من الزجاج، جانب واحد منها مكسو بطبقة مجهرية من الذهب. هذا الجانب يتّصل بجهاز كشف بصري للآلة. ثم يتم الاتصال مع الجانب الآخر عن طريق نظام التدفق الميكروفلويديكي. الاتصال بنظام التدفق يخلق القنوات والتي من خلالها يمكن ان تنتقل الكواشف في المحلول. هذا الجانب من رقاقة الاستشعار الزجاجية يمكن أن تعدّل من خلال عدة طرق، لكي تمكن الجزيئات من العمل بشكل أسهل. فهذه الرقاقة عادة ما تكون مغلفة بمادة ديكستران الكاربوكسيميثلي أو بمركب مشابه لها.
ينعكس ضوء امواج الذهب الثابتة للشريحة في زاوية الانعكاس الكلي الداخلي، ليظهر بعد ذلك داخل الآلة. هذا يحث الموجة الزائلة على الاختراق من خلال رقاقة الزجاج وإلى بعض الابعاد في السائل المتدفق على السطح.

أجهزة الاستشعار الحيوية المستخدمة لفحص مكتبات الحمض النووي التوافقي

معامل الانكسار للجانب المتدفق لسطح الرقاقة له تأثير مباشر على سلوك الضوء الذي ينعكس قبالة جانب الذهب.التزامية الجاننب المتدفق للرقاقة له تأثير على معامل الانكسار وبهذه الطريقة التفاعلات البيولوجية يمكن قياسها إلى درجة عالية من الحساسية مع بعض أنواع الطاقة. ان معامل الانكسار للوسط القريب من السطح يتغير عندما تعلق الجزيئات الحيوية على السطح، وتتغير زاوية SPR بوصفها وظيفة هذا التغيير.
موجة المستشعر البيولوجي الأخرى لها مرشد الموجة التجاري، حيث يتم تغييره باستمرار عن طريق امتصاص الجزيئات إلى سطح الدليل الموجي. أحد الأمثلة على ذلك، المقياس ثنائي الأقطاب الذي يستعمل الدليل الموجي المغمور كمرجع ضد التغيير الذي قيس في الانتشار الثابت.
تكوينات أخرى مثل قياس تداخل ماخ، زيندر لها أسلحة مرجعية معدنية واضحة. ويمكن تحقيق مستويات أعلى من التكامل باستخدام كاشف الموجات الهرتزية الهندسي حيث يتم تغيير التردد الرنان لحلقة الرنين عندما يتم امتصاص الجزيئات.
وتستند أجهزة الاستشعار البصرية الأخرى بشكل رئيسي على إحداث تغييرات في الامتصاصية أو التألق لمركب المؤشر المناسب وفي نفس الوقت فهي لا تحتاج إلى مجموع هندسة الانعكاس الداخلي. فعلى سبيل المثال، جهاز الكشف لتشغيل النموذج الأولي الكامل لمادة الكازين في الحليب المركب.ويستند هذا الجهاز على اكتشاف التغيرات في امتصاص طبقة الذهب. اما اداة البحث الأوسع استعمالا هي المصفوفة المجهرية، ويمكن أيضا ان تعتبر البيوسينسر.
يستخدم النانوبيوسينسر مسبار المستقبلات البيئية المجمدة في تحليل الجزيئات المستهدفة. المواد متناهية الصغر هي مادة كيميائية حساسة بشكل متقن وهي أيضا مجسات بيولوجية. هذه المواد النانوية تظهر خصائص فريدة من نوعها. حيث يمكن لمساحات سطحها الكبيرة ان توجد معدلات وردود افعال سريعة ومنخفضة التكاليف، وذلك باستخدام مجموعة متنوعة من التصاميم.
أجهزة الاستشعار البيولوجية غالبا ما تتضمن شكلا معدلا وراثيا من البروتين الأصلي أو الانزيم. يتم تكوين البروتين للكشف عن حلائل معينة وللكشف عن منشأ الإشارات المقروءة عن طريق اداة كشف مثل مقياس التألق أو لومينوميتر. المثال على البيوسينسر المطور مؤخرا اولا كاشف التركيز العصارة الخلوية لحليلة cAMP (أُحادِيُّ فُسْفاتِ الأَدينُوزِين الحلقي)، ثانيا المرسال المشارك في الإشارة الخلوية الناجمة عن لجائن متفاعلة مع المستقبلات على غشاء الخلية. وقد أنشئت نظم مماثلة لدراسة الاستجابات الخلوية للجين الأصلي أو الاكسيوبيوتك (سموم أو مثبطات ذات جزيء صغير). هذه «الفحوصات» يشيع استخدامها في تطوير سبل الكشف عن المخدرات من قبل شركة الادوية والتكنولوجيا الحيوية.
معظم اختبارات cAMP حاليا تتطلب تحلل الخلايا قبل قياس cAMP. ويمكن استخدام خلايا البيوسينسر الحية لمقياس cAMP مع الخلايا الغير متحللة مع إضافة ميزات لقراءات متعددة لدراسة ديناميكية ردود فعل المستقبلات.
الاستشعار الحيوي للكريستال الضوئي (بالأنجليزية: مستشعر حيوي)؛ جهاز يستخدم الكريستالات الحيوية كمنطقة استشعار بيولوجية.إن هذا النوع من الاستشعار حساس لأي تغيير في معامل الانكسار الناجم عن على سبيل المثال تفاعلات البروتينات.

### الكهروكيميائية
تقوم أجهزة الاستشعار الكهروكيميائية عادة على أساس انزيمات التحفيز الكيميائي لردود الفعل التي تنتج أو تستهلك الالكترونات (مثل الانزيمات التي تسمى إِنْزيمُ الأَكْسَدَةِ والاخْتِزال). قاعدة الاستشعار عادة ما تحتوي على ثلاثة أقطاب كهربائية؛ القطب الكهربائي المرجعي أو الإشارة، والقطب الكهربائي الاحتياطي والقطب الكهربائي المترسب. القطب الكهربائي الاحتياطي (المعروف أيضا باسم مضاد الكهرباء) يمكن ان يقدم أيضا كمصدر ايوني، اما الحليلة المستهدفة فهي مشاركة في ردة الفعل التي تحدث على سطح القطب النشط، ووالأيونات المولدة تنشأ جهد كهربائي من ذلك القطب الكهربائي من اجل إعطاء إشارة.
يمكننا أيضا قياس (معدل تدفق الالكترونات المتناسبة حاليا مع تركيز الحليلة) عند ثبات الجهد أو يمكن ان يقاس الجهد الكهربائي عند نقطة الصفر (وهذا يعطي الاستجابة اللوغاريتمية).مع ملاحظة ان الجهد الكهربائي للعمل أو القطب الكهربائي النشط هو سعة الشحنة الحساسة والتي غالبا ما تستخدم. علاوة على ذلك، فالعلامة الحرة والكاشف الكهربائي المباشر لللببتيدات الصغيرة والبروتينات قد يكون ممكنا عن طريق شحناتها الداخلية المستخدمة للايون الحساس (biofunctionalized) في الحقل المؤثر للترانزستور.
مثال اخر، وهو مقياس فرق الجهد للمستشعر، والذي يعمل بعكس ما هو معروف عن قدراته. فأجهزة الاستشعار هي شاشات طباعة، وبوليمر مغلف موصل، والدارة الكهربائية المفتوحة لأجهزة الاستشعار تعتمد على بوليمرات المقايسة المناعية المقترنة. فهذه الأجهزة لديها فقط قطبان كهربائيان حسّاسان ومتينان جدا. حيث يمكن كشف الحلائل في المستويات الموجودة مسبقا فقط عن طريق HPLC و LC/MS وأيضا دون اعداد نموذج بسيط. وتولد الإشارة عن طريق الطاقة الكهروكيميائية والتغيرات الجسدية في طبقة البوليمر الموصلة نتيجة لتغيرات التي تحدث على سطح جهاز الاستشعار. يمكن ان تعزى هذه التغيرات إلى القوة الأيونية، ودرجة حموضة الماء، وتفاعلات الأكسدة والاختزال، وبسبب هذه الأخيرة فالانزيم ينعطف حول القاعدة.( نسخة محفوظة 18 ديسمبر 2014 على موقع واي باك مشين.).

### تبديل قناة الايون

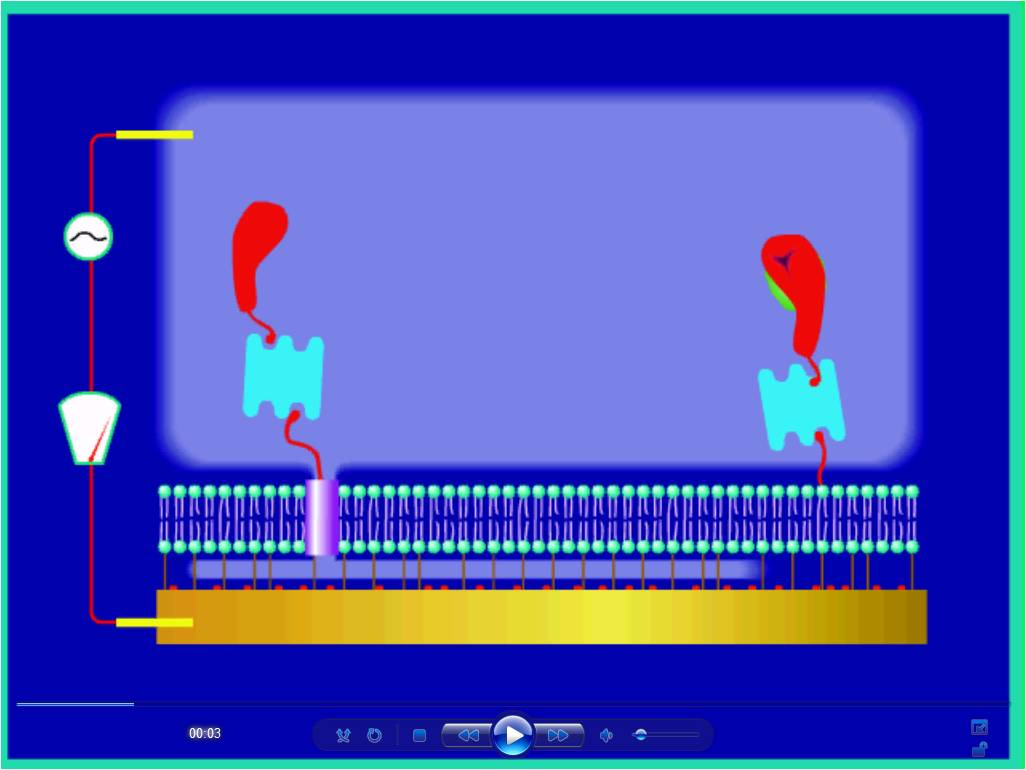
ICS - channel open

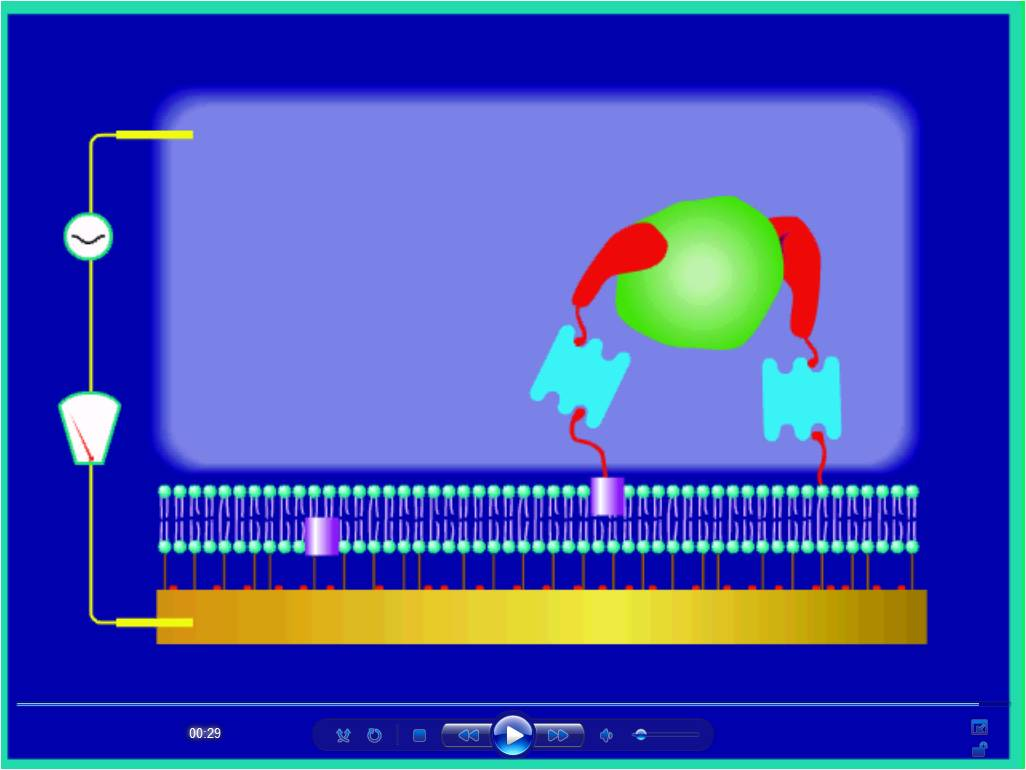
ICS - channel closed

تبين أن استخدام قنوات الايون تقدم كشف عالي حساس للجزيئات البيولوجية المستهدفة. عن طريق طمر القنوات الأيونية في اغشية الطبقات الثنائية المدعمة او المقيدة(t-BLM) موصولة بقطب كهربائي من الذهب، بحيث ينشأ دارة كهربائية. يمكن ربط الجزيئات الملتقطة مثل الأجسام المضادة بقناة الأيون لان ربط جزيئات الايون يسيطر على تدفق الايونات من خلال القناة. وهذا يؤدي إلى تغيير ملموس في التوصيل الكهربائي الذي يتناسب مع تركيز الهدف.
في قناة تبديل الايون (ICS) يمكن للمستشعر ان ينشأ من خلال الغراميسيدين، أو من خلال قناة الببتيد ثنائية الوحدات، في اغشية الطبقات الثنائية المقيدة.
ان تكسير الجزيئات المتشابه المرتبطة مع بعضها يوقف الايونية الحالية عن طريق الغشاء. فالزيادة الكبيرة في حجم التغيير للإشارة الكهربائية يتم من خلال فصل الغشاء عن سطح المعدن باستخدام فاصل مائي.
وقد تجلى الكشف الكمي لطبقة واسعة من الأنواع المستهدفة، بما في ذلك البروتينات والبكتيريا والمخدرات والسموم باستخدام الاغشية المختلفة والتراكيب الملتقطة.

### غيرها
أجهزة الاستشعار الكهرضغطية تستخدم البلورات التي خضعت لعملية التمدد والتشوية عندما طبق عليها الجهد الكهربائي. فتناوب الجهد الكهربائي (A.C.) ينتج موجة دائمة في البلورة عند التردد المميز. وهذا التردد يعتمد اعتمادا كبيرا على خصائص المرونة في البلورة. هذا أنه إذا ما تم تغليف البلورة بعنصر التعرف البيولوجي فربط الحليلة الأكبر المستهدفة مع المستقبلات سوف ينتج تغيير في وتيرة الرنين والذي يعطي ربط مع الإشارة. في الوضع الذي يستخدم الموجات الصوتية السطحية (SAW) تزيد نسبة الحساسية بشكل كبير. وهذا يعتبر التطبيق المتخصص للتوازن الدقيق لكوارتز البلورة باعتبارها مستشعرا.
يعتبر كل من المقياس الحراري والمغناطيسي المعتمدة على المستشعرات البيولوجية نادر الاستخدام.

## تطبيقات
هناك العديد من التطبيقات المحتملة لهذه الأجهزة من مختلف الأنواع. فالمتطلبات الرئيسية لنهج المستشعر ليكون ذا قيمة في مجال البحوث والتطبيقات التجارية هي إمكانية تحديد الجزئ المستهدف، وتوافر عناصر الإدراك البيولوجية المناسبة مع توافر أنظمة متاحة للكشف ليكون مناسبا للتقنيات المعملية المستندة في بعض الحالات.
وفيما يلي بعض الأمثلة:

الاستشعار الحيوي لفيروس الأنفلونزا باستخدام الماس المخدر بالبورون المعدل بالأجسام المضادة

- مراقبة نسبة الجلوكوز لدى مرضى السكري ← تاريخية تشغيل السوق
- الأهداف الصحية الطبية الأخرى ذات العلاقة
- التطبيقات البيئية على سبيل المثال الكشف عن المبيدات الحشرية وملوثات مياه النهر
- الاستشعار عن بعد للبكتيريا التي تنتقل جوا على سبيل المثال أنشطة مكافحة الإرهاب البيولوجي
- الكشف عن مسببات الأمراض [12]
- تحديد مستويات المواد السامة قبل وبعد المعالجة البيولوجية
- كشف وتحديد الفوسفات العضوي
- القياس التحليلي الرتيب لحمض الفوليك، والبيوتين، فيتامين B12 وحامض البانتوثينيك كبديل للفحص الميكروبيولوجي
- تقدير بقايا الادوية في الغذاء، مثل المضادات الحيوية ومنشطات النمو، لا سيما اللحوم والعسل
- اكتشاف الدواء وتقييم النشاط البيولوجي للمركبات الجديدة.
- البروتين الهندسي في أجهزة الاستشعار http://www.springerlink.com/content/672p4l4l45xk02j2/%5Bوصلة+مكسورة%5D
- الكشف عن المستقلبات السامة مثل السموم الفطرية [13]

### مراقبة نسبة الجلوكوز
المقال الرئيسي: رصد الجلوكوز في الدم
تجاريا مراقبو الجلوكوز يعتمدون على قياس نسبة الجلوكوز في الدم عن طريق أوكسيديز الجلوكوز الذي يمكن له إنتاج بيروكسيد الهيدروجين الذي تم الكشف عنه بواسطة القطب الكهربائي. لتجاوز عجز أجهزة الاستشعار، فسلسلة من الأبحاث تقدم من خلال اساليب الاستشعار الجديدة مثل أجهزة استشعار الجلوكوز المستشعة.

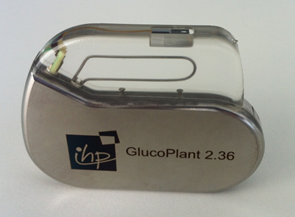
زرع جهاز استشعار حيوي لمراقبة نسبة الجلوكوز في الأنسجة تحت الجلد (59 × 45 × 8 مم). يتم تغليف المكونات الإلكترونية بإحكام في غلاف Ti، في حين يتم تشكيل الهوائي ومسبار المستشعر في رأس الإيبوكسي.

## اجهزة الاستشعار البيولوجي في تحليل الأغذية
توجد عدة تطبيقات لهذه الأجهزة في تحليل المواد الغذائية. فالاغذية ذات الصناعة البصرية المغلفة بالأجسام المضادة يشيع استعمالها للكشف عن مسببات الأمراض والسموم الغذائية. اما نظام الضوء في أجهزة الاستشعار هذه فيتم لصفه، لان هذا النوع من القياس البصري يمكن له تضخيم الإشارة.
وهناك مجموعة من المقاييس المناعية واللجينات المترابطة للكشف ولقياس الجزيئات الصغيرة مثل الفيتامينات الذائبة في الماء والملوثات الكيميائية (بقايا الدواء) مثل السلفوناميدات وناهضات بيتا التي طورت للاستخدام على SPR المعتمدة على أنظمة الاستشعار، وغالبا ما تتكيف من خلال وجود المقايسة المناعية المرتبط بالإنزيم (مُقَايَسَةُ المُمْتَزِّ المَناعِيِّ المُرْتَبِطِ بالإِنْزِيْم) أو من خلال مقاييس المناعة الأخرى. وتستخدم هذه على نطاق واسع في صناعة الاغذية.
.
.

## الرابط السطحي للعناصر البيولوجية

استشعار الإكسوسومات سالبة الشحنة يرتبط بسطح الجرافين

ان أهم جزء في جهاز الاستشعار هو ارفاق العناصر البيولوجية (جزيئات صغيرة / بروتين / الخلايا) إلى سطح المستشعر (سواء أكان من المعدن والبوليمر أو الزجاج). أبسط طريقة لتوظيف السطح في النظام هي تغطية العناصر البيولوجية. ويمكن القيام بذلك عن طريق متعدد الليزين، امينوسيلان، ايبوكسيسلان أو النيتروسليلوز في غلاف من رقائق السيليكون / زجاج السيليكا. وبالتالي فالعامل البيولوجي المرتبط يمكن له ان يصلح عن طريق طبقة ثم طبقة من المساهمة بتعاقب تغطية البوليمر المشحون
 وبدلا من ذلك يمكن استخدام شبيكات ثلاثية الابعاد (هُلاَمَةٌ مائِيَّة / هلامة جافة) لحصرها كيميائيا أو فيزيائيا (حيث ان تم حصرها كيميائيا فيعني ذلك الاحتفاظ بالعنصر البيولوجي في مكان ما من قبل رابط قوي، في حين ان تم حصرها فيزيائيا فسوف تحفظ في مكان ما حيث لا تستطيع ان تمر من خلال مسام المصفوفة الهلامية). الاستخدام الأكثر شيوعا للهلام المائي هو تقنية الصل-جل، من خلال السيليكا الزجاجية التي ولدت بواسطة بلمرة مونومرات السيليكات (كما اضيف الكيل الرباعي الاوثوسيليكيتي، مثل TMOS أو رباعي إيثيل أورثو السيليكات) مع
وجود العناصر البيولوجية (جنبا إلى جنب مع غيرها من البوليمرات المستقرة مثل،PEG) في وضع الانحباس الفيزيائي  
.
مجموعة أخرى من الهلاميات المائية، التي وضعت في ظل ظروف مناسبة للخلايا أو البروتين، هي الهلامة المائية الاكريليتية، التي تتبلمر عند بدء الراديكالية. نوع واحد من البادئ الجذري هو البيروكسيد الجذري والذي ولد بشكل نموذجي عن طريق الدمج بين فوق كبريتات الأمونيوم مع TEMED رباعي بروميد الإيثيلين (والبولي أكريلاميد الهلامي هو أيضا عادة شائع الاستخدام مع رحلان البروتينات)، بدلا من ذلك يمكن استخدام الضوء عن طريق دمجة مع الفوتيونيتيتر، مثل (2,2- dimethoxy-2-phenylacetophenone  فالمواد الذكية التي تحاكي المكونات البيولوجية لجهاز الاستشعار تصنف على أنها أجهزة استشعار العوامل البيولوجية والتي يمكن لها ان تصنف كأجهزة استشعار مستخدمة فقط الموقع النشط والمحفز أو تهايؤ مماثل للجزيء الحيوي.

## وصلات خارجية
- What are biosensors
- Biosensor Applications - Drug and explosives detection products from Sweden
- Scratching at the surface of biosensors - an *Instant Insight discussing how surface chemistry lets porous silicon biosensors fulfil their promise from the الجمعية الملكية للكيمياء
- Biosensor Forum - Social network for researchers and organizations